# دنيس ريتشموند
دنيس ريتشموند (بالإنجليزية: Dennis Richmond)‏ هو صحفي ومذيع أخبار أمريكي، ولد في 26 مايو 1943 في روسفورد في الولايات المتحدة.

## وصلات خارجية
- دنيس ريتشموند على موقع IMDb (الإنجليزية)